# Bramin

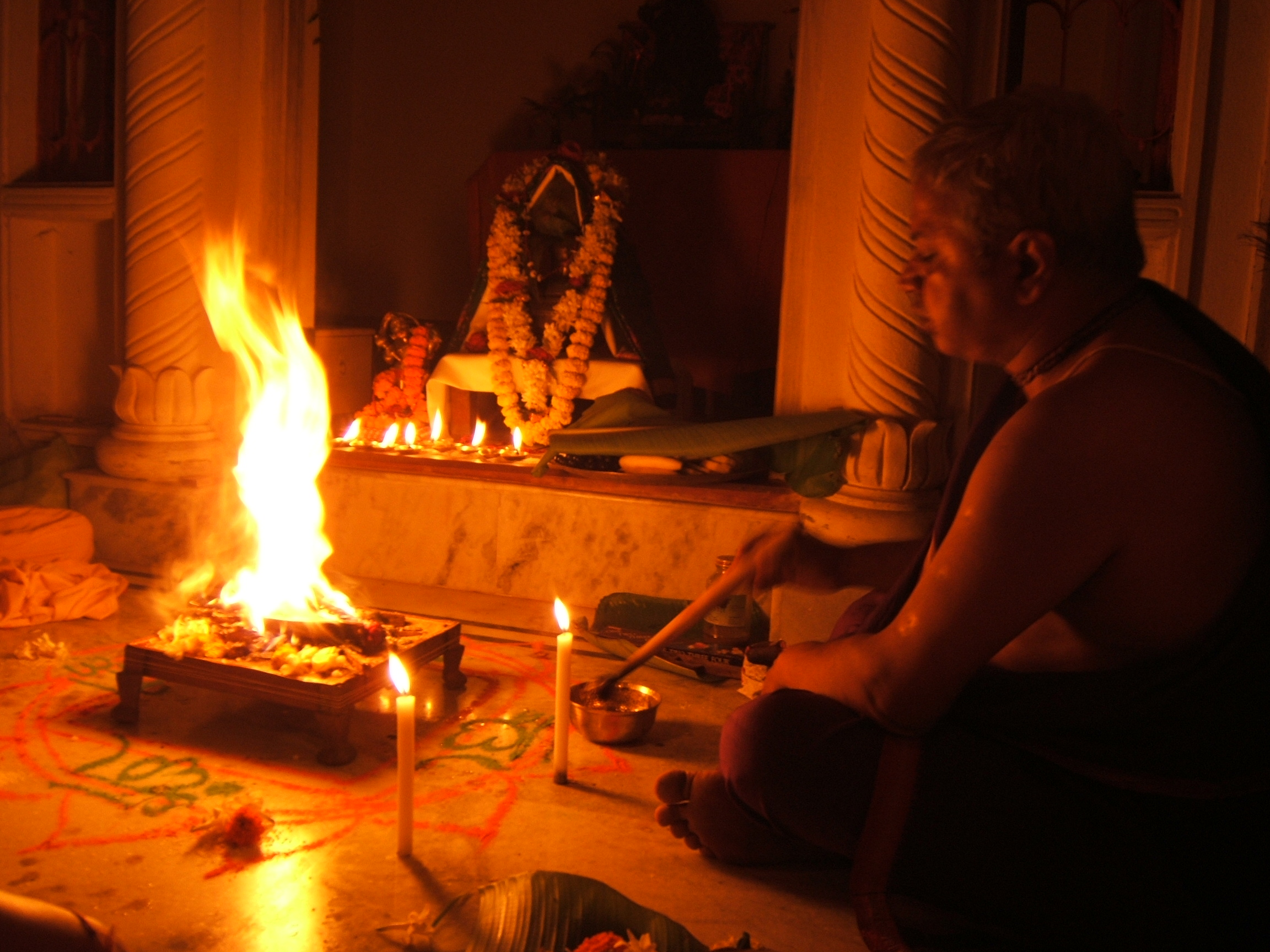
Bramin podczas odprawiania ceremonii ogniowej

Bramin (Dewanagari: ब्राह्मण trl. brāhmaṇa) – w hinduizmie członek najwyższej warny: klasy kapłańskiej. Przynależność do warny bramińskiej, jak i pozostałych jest dziedziczna.
Według mitologii indyjskiej bramini powstali przy stworzeniu świata z ust Puruszy.

## Etymologia
Sanskryckie słowo  brāhmaṇa posiadające rodzaj męski i akcent na pierwszej zgłosce, odnosi się do znaczenia "osoba obdarzona brahmanem".

## Cechy
Bramin powinien być natchniony duchowo, charakteryzować się umysłem sattwicznym (czystym od złych myśli i emocji), dążyć przede wszystkim do mokszy i służyć społeczeństwu duchowo.
Obowiązkiem bramina jest głoszenie transcendentalnej wiedzy wedyjskiej określanej jako śabda-brahma.
Bramini są często kapłanami, posiadającymi wiedzę, znajomość obrzędów, umiejętność recytacji odpowiednich formuł przy składaniu ofiar i czynnościach rytuału państwowego, publicznego i domowego. Ortodoksyjni bramini nie biorą do ust niczego, czego sami nie przygotowali. Zazwyczaj są też ścisłymi wegetarianami i abstynentami, unikają czosnku i cebuli, a także jajek i wszelkich składników, które działają jak afrodyzjaki lub mogą wpływać na świadomość.
Bhagawadgita wymienia obowiązki i cechy jakimi powinien się odznaczać każdy bramin:
Pogoda, spokój, samoopanowanie, wysiłek wewnętrzny, czystość, przebaczenie, wyrozumiałość, prawość, a także mądrość i wiedza, wiara w duchowe prawdy, oto dharma Bramina płynąca z jego własnej natury. 